# Журкіна Надія Олександрівна
Наді́я Олекса́ндрівна Жу́ркіна, у шлюбі Кийок (рос. Надежда Александровна Журкина; 28 серпня 1920 — 24 квітня 2002) — російська радянська військовичка, в роки Другої світової війни — повітряна стрільчиня-радистка 99-го окремого гвардійського розвідувального авіаційного полку 15-ї повітряної армії, гвардії старшина.
Одна з чотирьох жінок — повних кавалерів ордена Слави.

## Життєпис
Народилася в місті Туринськ, нині Свердловської області Росії, в родині робітника. Росіянка. Після закінчення школи вступила до Московського юридичного інституту, одночасно навчалась в московському аероклубі.
До лав РСЧА призвана Туринським РВК 17 липня 1941 року. Закінчила курси радисток. Учасниця німецько-радянської війни з липня 1943 року. Член ВКП(б) з 1943 року.
До квітня 1944 року повітряний стрілець-радист 99-го окремого гвардійського розвідувального авіаційного Забайкальського полку гвардії молодший сержант Н. О. Журкіна в складі екіпажу здійснила 30 успішних бойових вильотів на розвідку військ супротивника.
До квітня 1945 року здійснила 60 успішних бойових вильотів. За цей час з борту літака передала 84 радіограми з цінними розвідувальними даними про наявність руху шляхами військ і техніки супротивника, про залізничні перевезення і базування ворожої авіації на аеродромах. Під час виконання бойових завдань екіпажем, влучним і прицільним кулеметним вогнем відбивала всі атаки винищувачів супротивника.
У серпні 1945 року демобілізована. До виходу на пенсію працювала начальницею відділу кадрів швейного об'єднання «Ригас айгербс» (Латвія).
З середини 1990-х мешкала в московському пансіонаті для ветеранів № 17, де й померла. Похована на Ніколо-Архангельському кладовищі в Москві.

## Нагороди і почесні звання
Нагороджена орденами Вітчизняної війни 1-го ступеня (11.03.1985), Червоної Зірки (30.04.1945), Дружби народів (01.10.1993), «Знак Пошани» (…), Слави 1-го (23.02.1948), 2-го (15.11.1944) та 3-го (30.04.1944) ступенів і медалями, в тому числі й «За відвагу» (29.07.1943).
Почесна громадянка міста Туринська.